# Советский спорт
«Советский спорт» — ежедневная советская и российская газета, старейшее из ныне выходящих спортивных периодических изданий в России.
Издание является одним из самых авторитетных и цитируемых печатных изданий в СССР и России. «Советский спорт» неоднократно отмечался множеством наград и премий. Так, в 1974 году газета была удостоена Орденом Трудового Красного Знамени. Издание и некоторые её сотрудники неоднократно отмечались премией Международной ассоциации спортивной прессы. На его страницах печатались такие авторы и журналисты как Владимир Маяковский, Лев Кассиль, Самуил Маршак, Николай Озеров, Лев Филатов, Василий Уткин и многие другие.

## История

Анонс матча Финала Кубка СССР по футболу 1936. «Локомотив» Москва — «Динамо» Тбилиси

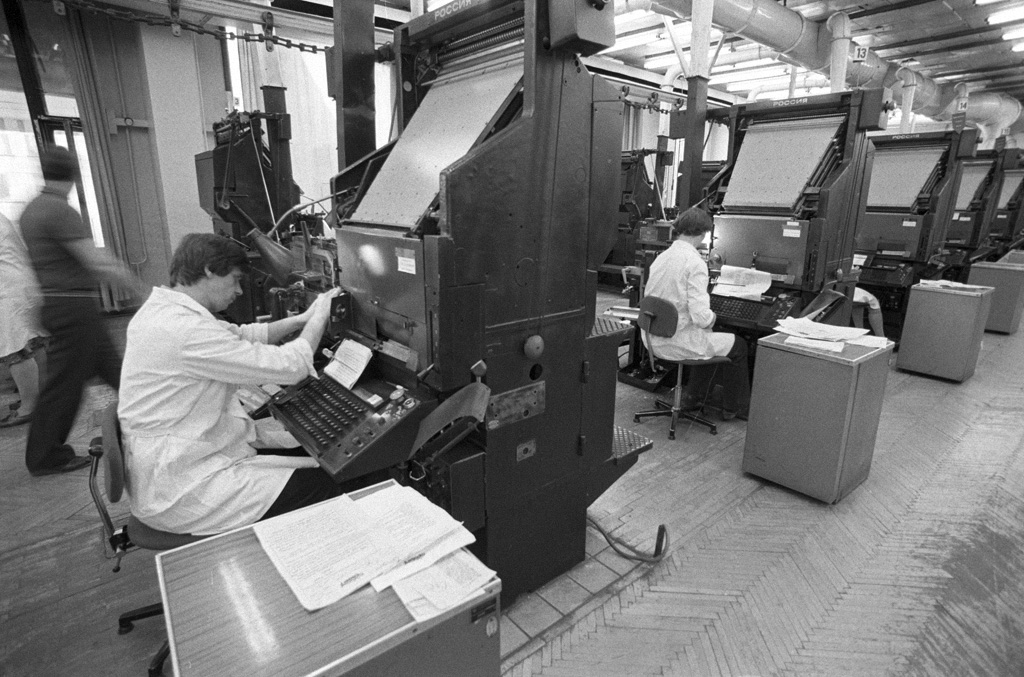
Типография газеты «Советский спорт» (1985)

### Красный спорт (1922-1946)
Издание начало своё существование 7 июля 1922 года, когда вышел первый номер двухнедельного журнала «Известия спорта» в качестве приложения к журналу «Физическая культура». «Известия спорта» и «Физическая культура» были официальными печатными органами Главного управления всеобщего военного обучения и формирования резервных частей Красной Армии (ГУВВО или Всевобуч) и выпускались его издательством «Физическая культура». Руководитель издательства Михаил Владимирович Шимкевич был также и ответственным редактором журнала «Известия спорта».
С ликвидацией ГУВВО в конце 1923 года журнал был преобразован и переименован в журнал «Красный спорт», официальное издание Центрального управления военной подготовки трудящихся (ЦУВПТ). Журнал сохранил издательскую модель и продолжил нумерацию предыдущего издания. Формально во главе «Красного спорта» должна была встать Редколлегия в составе: К. А. Мехоношин (руководитель ЦУВПТ), Б. А. Кальпус, М. Г. Рафес и М. В. Шимкевич, но фактически всю работу по выпуску журнала на посту ответственного редактора вел все тот же Шимкевич.
Весной 1924 года, по решению Высшего совета физической культуры при ВЦИК РСФСР (ВСФК), независимое издательство «Красный спорт» было слито с издательством ВСФК «Физкультиздат», а журнал «Красный спорт» был преобразован в одноименную газету, которая продолжила нумерацию журнала и выходила тиражом в 25 тысяч экзенмпляров. По решению президиума ВСФК прежняя редколлегия «Красного спорта» была отстранена от выпуска газеты, и ее первым ответственным редактором стал секретарь ВСФК Арон Григорьевич Иттин. Непосредственное участие в выпуске газеты принимали также председатель Высшего совета физкультуры и спорта (ВСФК) Н. А. Семашко и его заместитель Константин Мехоношин, который вскоре сменил Иттина на посту ответственного редактора. К сотрудничеству с газетой активно привлекались как опытные спортивные журналисты, в т. ч. с дореволюционным стажем, так и внештатные активисты спортивной прессы – физкоры. Страницы газеты стали публичной площадкой для обсуждения допустимости использования соревновательного спорта в практике советской физкультуры.
В 1926 году из-за убыточности было ликвидировано издательство ВСФК «Физкультиздат», и издание газеты «Красный спорт» было передано в сторонние издательства, сначала – «Рабочая Москва», затем – «Военный вестник». Сотрудничество с ними вышло неудачным – газета теряла подписчиков и физкоров, значительно упало качество издания. В конце 1927 года руководство ВСФК приняло решение о закрытии газеты. 
В 1933 году Всесоюзный совет физической культуры при ЦИК СССР (в 1930 г. он заменил прежний Высший совет физической культуры) принял решение о необходимости снова выпускать собственную газету, чтобы оперативно освещать перестройку советской физкультуры и кампании по выполнению норм ГТО.  5 октября 1933 г. в издательстве ОГИЗ «Физкультура и туризм» вышел в свет первый номер нового официального органа Всесоюзного СФК, газеты «Красный спорт». Преемственность с газетой, закрытой в 1927 г., нигде не подчеркивалась. Газета выходила тиражом 50 тысяч экземпляров и сразу стала руководящим органом, направлявшим развитие советской физкультуры. 
С 1934 года издание было переведено в ежедневный формат. 
На протяжении 1930-х гг. газета объединяла лучшие писательские кадры СССР по физкультуре и спорту. В ней активно печатались как журналисты, так бывшие и действующие спортсмены и тренеры: А. Бухаров, Ю. Ваньят, К. Градополов, П. Ипполитов, П. Лебедев, Н. Озолин, И. Сергеев, Б. Чесноков, М. Шимкевич и другие. «Красный спорт» как официальный орган уже Всесоюзного комитета по делам физкультуры и спорта при СНК СССР (созданного в 1936 году) успешно совмещал освещение массового спорта, работы по комплексу ГТО со становлением большого спорта высших достижений, который активно развивался в СССР в 1930-е гг. Газета несколько раз меняла периодичность, но в конце концов установился еженедельный формат. Несколько лет газету выпускает самостоятельное одноименное издательство «Красный спорт», однако в 1939 году ее выпуск вновь был передан издательству «Физкультура и туризм» по экономическим соображениям (газета приносила убыток и нуждалась в дополнительном финансировании).
Первый главный редактор газеты Арон Иттин был расстрелян в 1937 году за «участие в антисоветской диверсионно-террористической организации».
В годы Великой Отечественной Войны газета «Красный спорт» была единственным физкультурно-спортивным изданием Советского Союза, не прекратившим работу. Газета в военный период сохранила тираж в 40 тысяч экземпляров и 4-полосный формат, но выходила в уменьшенном формате (в два раза по сравнению с довоенным). Однако именно во время Великой Отечественной войны, в связи с повышением розничной цены, вышла на самоокупаемость. В содержании главное внимание уделялось военно-физкультурной подготовке новобранцев и бойцов Красной Армии, развитию военно-прикладных знаний и навыков (лыжный бег, стрельба, метание гранаты, штыковой бой и т.д.) распространению боевого опыта физкультурников на фронте. Вместе с тем, именно в публикациях «Красного спорта» во время войны можно увидеть, как возобновлялась соревновательная деятельность советских спортсменов, как она стала символом уверенности в грядущей победе и признаком будущего послевоенного расцвета СССР как спортивной державы. На страницах газеты печатались подвиги спортсменов на фронте и применение спортивных навыков в военных условиях. Публикация заметок о спортивных событиях в разных регионах страны была прекращена и постепенно возобновлялась с 1943 года.

### Советский спорт до распада СССР (1946-1991)
19 марта 1946 года газета сменила название на «Советский спорт». Переименование газеты в «Советский спорт», последовавшее в 1946 году, стало признаком глобальной реконструкции, которую ждала система советского спорта и его профильной журналистики после окончания войны.
В июле 1949 года на страницах «Советского спорта» было опубликовано первое стихотворение Евгения Евтушенко под названием «Два спорта». Стихотворение было посвящено тому, что «капиталисты соревнуются за деньги, а советские люди — для души».
В 1975 году, после завершения технического перевооружения и реконструкции комбината издательства «Московская правда» на Красной Пресне (где выходила газета) издание начали печатать офсетным способом.

### Советский спорт после распада СССР (1991-2016)
На стыке веков, в 1990-х и 2000-х годах «Советский спорт» переживал творческий и финансовый кризисы — сокращалось количество тиражей, из издания массово начали уходить журналисты и корреспонденты. В августе 1991 года издание не выходило на протяжении недели вследствие ухода из газеты 14 ведущих журналистов. Они основали новое отдельное спортивное издание — газету «Спорт-Экспресс».
В 1998 году ежедневная газета, принадлежавшая компании «Московская недвижимость», выходила всего два раза в неделю. Годом позже, с приходом главного редактора Александра Козлова, редакция газеты возобновила ежедневную работу. Под руководством Козлова газета перешла из формата А2 на так называемый «таблоидный» формат, разработанный вместе с шотландскими специалистами и использующийся до сих пор. При непосредственном участии «Советского спорта» осенью 2003 года был основан и запущен спортивный журнал «PROспорт», впоследствии ставший самостоятельным изданием.
В августе 2001 года компания «Московская недвижимость» продала «Советский спорт» холдингу «Проф-Медиа». Наряду с «Комсомольской правдой» и «Экспресс-газетой» «Советский спорт» вошёл в издательский дом «Проф-Медиа». В марте 2007 года «Проф-Медиа» продала пакет акций этого издательского дома группе компаний ЕСН. После перехода под контроль «Проф-Медиа» в газете стало появляться больше материалов развлекательного характера на околоспортивную тематику, а с ноября 2001 по 2016 год в конце каждого номера публиковалась телепрограмма пяти основных телеканалов и трёх спортивных, с конца 2003 года — только спортивных каналов. Появилось разделение выпусков газеты на московские и региональные (архангельский, уфимский и др). Региональные выпуски не содержали в себе телепрограммы передач и имели меньшее количество страниц по сравнению с московскими.
Настоящей победой своей редакции Александр Козлов также называет создание общедоступного спортивного канала. Это была чётко спланированная акция — в 2002 году, в тот период, когда проходил конкурс на шестую метровую частоту, газета «Советский спорт» организовала читательский референдум «В каждый дом — телестадион!». Проходили также телефонные конференции относительно данного вопроса — тема о необходимости спортивного вещания в стране затрагивалась из номера в номер. Завершилось всё созданием в июне 2003 года общедоступного телевизионного канала «Спорт».
В конце 2003 года главным редактором газеты был назначен известный журналист Игорь Коц. За почти десять лет работы в «Советском спорте» Коц, по собственному утверждению, «сделал из убыточной, агонизирующей газеты, которую собирались продавать и закрывать, главное спортивное издание России». Кроме того, с этого периода все сотрудники газеты начали появляться на публике и ходить на работу только в брендированной одежде — красных рубашках с логотипом «Советского спорта».
С июня 2006 года газета издаётся в цветном варианте (до этого в цветном варианте издавались только выпуск «Советский спорт-Футбол» и выпуски ежедневной газеты по понедельникам в 2002—2004 годах). В 2007—2016 годах газета «Советский спорт» выпускалась Издательским домом «Комсомольская правда».

### Современный период (2016-наше время)
11 февраля 2016 года владельцем газеты «Советский спорт» и её приложений стали «First Media Invest» и Сергей Колушев. В 2023 году владельцами газеты стали Сюсанна Микаэлян и Евгений Филиппов. 

## Приложения
- «Футбол» — еженедельный журнал о футболе, который с перерывами выпускается с мая 1960 год.
- «64» — всесоюзный шахматно-шашечный еженедельник. Первый выпуск был выпущен 5 июля 1968 года.
- «Советский спорт — Футбол» — отдельное издание, посвящённое российскому и мировому футболу. Первый выпуск был выпущен 15 апреля 1999 года, и с того момента выходило по вторникам. Согласно тогдашнему главному редактору газеты Александру Козлову, это издание являлось своеобразным ответом на футбольное приложение к «Спорт-Экспрессу», а также цветному еженедельному журналу «Спорт-Экспресс-Футбол»[17]. К началу 2000-х годов тираж «Советского спорта-Футбол» достиг цифры в 230 тысяч экземпляров[17]. С 25 декабря 2001 года газета выходила в цветном варианте (раньше, чем основная газета). С июня 2004 года выходит на мелованной бумаге. При этом до середины 2000-х годов немосковские выпуски этого приложения продолжали выходить в чёрно-белом варианте.
- Цветные спецвыпуски «Советский спорт», посвящённые какому-либо спортивному событию, итогам сезона или юбилею.
- «Советский спорт. Weekly» — мультиспортивное издание на глянцевой бумаге, выпускалось в 2014—2015 годах[31].
- «Теле-Спорт» — журнал российского спортивного телеболельщика, содержавший в себе материалы как о спорте и выдающихся спортсменах, так и по профильной тематике, на тему спортивного ТВ[32]. Кроме этого, содержал в себе подробную программу передач всех центральных, части дециметровых и спортивных каналов России («НТВ-Плюс Спорт», «НТВ-Плюс Футбол», Eurosport), сначала на одну неделю, затем — на две недели вперёд. Издавался с ноября 1999 по начало 2001 года.

## Специальные проекты
Отличительной особенностью «Советского спорта» считается постоянная поддержка обратной связи — с читателями газеты и сайта. На так называемую «Прямую линию» в редакцию периодически приглашаются известные спортсмены и тренеры, которые в прямом эфире отвечают на вопросы читателей. С 19 октября 2012 года на сайте издания был запущен проект «Народная газета», где свои записи оставляют пользователи портала, а лучшие материалы попадают на одноимённую полосу ежедневной газеты.
Газета «Советский спорт» регулярно проводит турниры. Так, с 1956 по 1988 год разыгрывался Хоккейный турнир на приз газеты, а весной 1977 года — футбольный турнир. В 1989 году газета провела первый в СССР международный турнир по атлетизму (бодибилдингу).
Кроме того, издание нередко составляет рейтинги и отмечает лучших спортсменов. С 2001 года газета выбирает спортсмена года, а в рамках акции «Харламов Трофи» чествует лучшего хоккеиста года. С 2007 по 2016 год совместно с газетой «Комсомольская правда» вручался приз Футбольный джентльмен года в России. С января 2025 года под эгидой «Советского спорта» вручается премия «Футболист года в России».
В августе 2023 года газета совместно с компанией «Яндекс» и Национальной электронной библиотекой запустила интеллектуальный поиск по всем своим выпускам.

## Главные и ответственные редакторы

### Ответственные редакторы
1. Михаил Владимирович Шимкевич (январь — май 1924)
2. Константин Мехоношин (август 1924 — конец 1925)
3. Арон Иттин (июль 1924, январь — июль 1926)
4. А. Шардаков (июль — сентябрь 1926) временно исполняющий должность ответственного редактора
5. Дмитрий А. Розенко (Разенко) (сентябрь 1926 — декабрь 1927)

### Временно исполняющие должность ответственного редактора
1. Арамаис Михайлович Есаян (октябрь 1933 — март 1935)
2. П. М. Петухов (отдельные номера в июне и августе 1934)
3. И. А. Дёмин (март — июнь 1935)
4. П. А. Полуянов (июнь 1935 — январь 1936)
5. П. М. Петухов (январь — февраль 1936)

### Ответственные редакторы
1. Н. В. Слепнев (февраль 1936 — июнь 1937)
2. Б. М. Аристов (июнь — сентябрь 1937) заместитель ответственного редактора, затем — ответственный редактор
3. Н. В. Безруков (ноябрь 1937 — февраль 1942)
4. А. Финогенов (февраль 1942 — октябрь 1945)
5. Борис Борисович Котельников (октябрь 1945 — февраль 1952)

### Главные редакторы
1. Николай Любомиров (февраль 1952 — май 1958)
2. Владимир Новоскольцев (май 1958 — июль 1968)
3. Николай Киселёв (июль 1968 — июль 1981)
4. Борис Матвеевич Чернышов (июль 1981 — октябрь 1981) исполняющий обязанности главного редактора[37]
5. Борис И. Мокроусов (октябрь 1981 — июль 1983)
6. Вячеслав Гаврилин (июль 1983 — август 1984)[38]
7. Валерий Кудрявцев (сентябрь 1984 — сентябрь 1993)
8. Виктор Дмитриевич Чиркин (сентябрь 1993 — сентябрь 1998)
9. Анатолий Коршунов (сентябрь 1998 — ноябрь 1998)
10. Александр Васильевич Козлов (декабрь 1998 — январь 2001)
11. Виктор Викторович Хрущёв (январь 2001 — август 2001)
12. Александр Васильевич Козлов (август 2001 — декабрь 2003)
13. Игорь Коц (декабрь 2003 — ноябрь 2013)
14. Павел Садков (ноябрь 2013 — февраль 2016)
15. Константин Петрович Клещёв (февраль 2016 — декабрь 2016)
16. Николай Николаевич Яременко (январь 2017 — март 2023)
17. Евгений Слюсаренко[англ.] (с марта 2023 по настоящее время)